# Casearia tacanensis
Casearia tacanensis Lundell – gatunek rośliny z rodziny wierzbowatych (Salicaceae Mirb.). Występuje naturalnie w Ameryce Centralnej – na obszarze od Meksyku przez Gwatemalę, Belize, Kostarykę po Panamę. 

## Morfologia
PokrójZrzucające liście drzewo lub krzew dorastające do 5–15 m wysokości.
LiścieBlaszka liściowa ma kształt od eliptycznego do podługowatego lub lancetowatego. Mierzy 8–15 cm długości oraz 3–5,5 cm szerokości, jest piłkowana na brzegu lub całobrzega, ma rozwartą lub ostrokątną nasadę i ostry wierzchołek. Ogonek liściowy jest nagi i dorasta do 2–4 mm długości.
KwiatySą zebrane po 15–20 w pęczki, rozwijają się w kątach pędów. Mają 5 działek kielicha o owalnym kształcie i dorastających do 5 mm długości. Kwiaty mają 10 pręcików.
OwoceMają kulistawy kształt i osiągają 2–3,5 cm średnicy.

## Biologia i ekologia
Rośnie w lasach. Występuje na wysokości do 1600 m n.p.m.